# Avestánské písmo
Avestánské písmo bylo s největší pravděpodobností vytvořeno během vlády Sásánovců v Persii (226–651 n. l.) pro zápis avestánštiny, v době vytvoření písma se již nejednalo o živý jazyk.
Písmo bylo poté také užito pro zápis Pāzandu, způsob zápisu střední perštiny užívaný pro Zend (vysvětlující komentáře) k Avestě. V Zoroastrismu se toto písmo nazývá din dabireh, či din dabiri, středopersky „písmo víry“.[zdroj?]

## Historie
Vývoj Avestského písma byl zapříčiněn potřebou přesně zaznamenat recitované spisy Avesty. Spisy, jež dnes tvoří kánon Avesty vznikly srovnáním mnohých textů ve 4. století, nejspíše za vlády Šápúra II. (309–379). Je pravděpodobné, že vytvoření písma bylo ad hoc inovací při tvoření tehdejšího kritického srovnání – "Sásánského archetypu".
Tento počin "ukazuje na Mazdovské znovuoživení a na ustavení striktní ortodoxie blízce spojené s politickou mocí a byl pravděpodobně spojen s potřebou se efektivněji vyrovnávat s buddhisty, křesťany a manichejci, jejichž víry jsou založeny na svaté knize." Ve srovnání zoroasterští klerici měli po staletí udržovaný zvyk memorizace textů, kdy bezmyšlenkovitě opakovali slova kněze-učitele dokud si nezapamatovali přesně slova, jejich formy, tempo a intonaci modliteb. To pak sami předali svým žákům a tak udržovali po mnoho generací správný způsob recitace textů. To bylo potřeba, protože kněžstvo považovalo a považuje přesnou artikulaci a přednes za základní požadavek pro účinnou modlitbu. Navíc recitace liturgie byla a je doprovázena rituálními činnostmi, které nedovolují se věnovat zároveň čtení knihy.
Schopnost správně podat Avestu měla přímý užitek, za dobu existence se stal avestský jazyk prakticky nesrozumitelný, což vedlo k přípravě Zendu (z av. zainti "chápání"), komentářů a překladů kánonu. Vytvoření avestské abecedy dovolilo prokládat citace skriptur s jejich vysvětleními. Přímým následkem bylo, že standardizovaná interpretace skriptur přežila dodnes. Pro akademickou sféru jsou tyto texty nesmírně zajímavé, protože někdy zachovávají části (rituálu), které by byly jinak ztraceny.
Zoroastriánské texty z 9–12. století naznačují, že kdysi byla sbírka psané zoroastriánské literatury mnohem širší, nicméně tyto texty – pokud kdy existovaly – byly ztraceny a tedy není známo, zda bylo toto písmo v nich užito. Otázka existence předsásánského parthského archetypu zaměstnávala avestánské učence po většinu 19. století a "ať už je pravda o Parthské Avestě jakákoli, důkazy v jazyce ukazují, že nemohla mít valný vliv, protože žádnou jazykovou formu ve vulgátě nelze s jistotou vysvětlit jako pocházející ze špatného přepisu a množství pochybných případů je minimální a dokonce se s časem snižuje. Ačkoliv existence Parthského archetypu není nemožná, neposkytla [by] nic avestánské filologii."

## Původ znaků a charakteristika

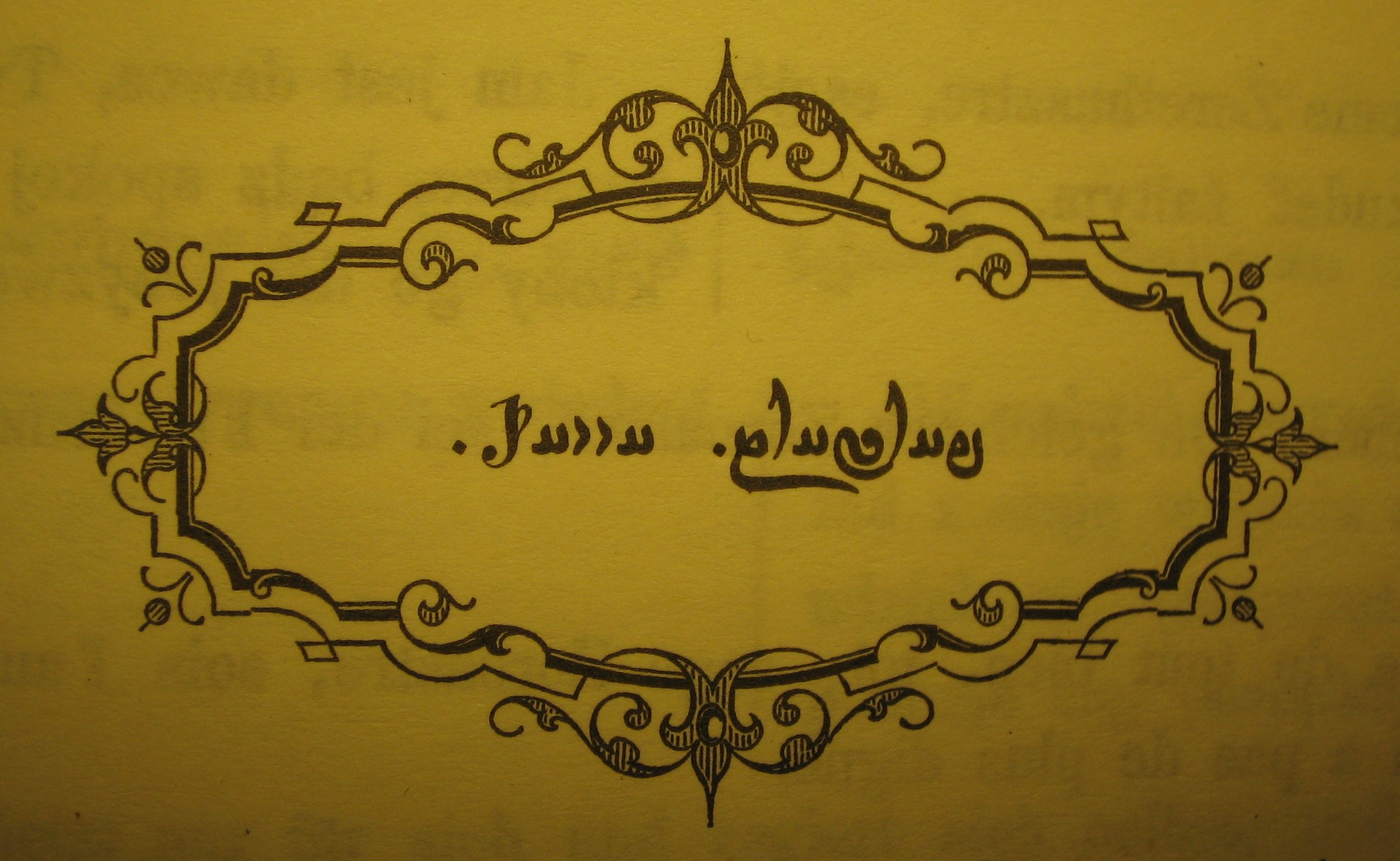
Užití písmena LE (poslední vlevo) na titulní straně výtisku Pazandu. Transliterace: pargart̰ auual.

Pahlaví, podle nějž bylo Avestské písmo vytvořeno, bylo běžně užíváno pro různé středoperské jazyky, nicméně bylo nevhodné pro reprezentaci liturgického jazyka, kde je třeba maximální přesnost záznamu.
Pahlaví byl zjednodušující abdžad s nanejvýš 22 znaky, přičemž většinou nejednoznačných (tj. značily více, než jeden zvuk). Oproti tomu Avestánské písmo je úplná abeceda se samostatnými znaky pro vokály a dovoluje rozlišit všechny alofony fonémů jazyka. Abeceda obsahuje mnoho znaků z kurzivního Pahlaví (a, i, k, t, p, b, m, n, r, s, z, š, xv), ale jiné (ā, γ) pocházejí z žalmového Pahlaví (stejné znaky mají hodnoty γ and k v kurzívě). Některé znaky pro vokály, např. ə se zdají pocházet z minuskulí Řecké alfabety. Avestské o je ze zvláštní formy l, které existuje jen v aramejských heterogramech. Některé znaky (např. ŋ́, ṇ, ẏ, v) jsou výsledkem samostatné inovace.
Avestské písmo stejně jako Pahlaví a Aramejské písmo je psáno zprava doleva. Vázání se neprovádí s výjimkou ligatur, které jsou "zřídkavé a zjevně pozdně doplněny", (nejčastější jsou sk, šc, št, ša). Fossey uvádí výčet celkem 16 ligatur, nicméně většina je tvořena pouhou interakcí s koncovými kličkami (např. ša ~ <𐬱>+<𐬀>=<𐬱𐬀>).
Není známo značení přerušení slova (mezi řádky, či stranami), ta se běžně při nedostatku místa dělí bez ohledu na morfologii. Souslednost stran může být naznačena, jako v případě Pražského manuskriptu, zapsáním prvních několika znaků následující strany na konci předchozí mimo řádkovou osnovu.[zdroj?]
Slova a části kompozit se oddělují tečkou poblíž optického středu. Jiná interpunkční znamínka jsou ojedinělá a proto pro účely přepisu standard vyvinul v 80. letech 19. století Karl Friedrich Geldner. V jeho systému, který založil na svých nálezech, slouží trojice teček, či kroužků pro syntaktické předěly, velikost znaku určuje významnost předělu.
Po přechodu Íránu k islámu vyšlo písmo z užívání mimo zoroastriánskou komunitu.A proto se texty avestánštiny také vyskytují v arabském abdžadu, přesněji se jedná o perskou mutaci. Toto písmo nezachycuje fonologii avestánštiny dokonale.

## Grafémy
Dohromady tato abeceda obsahuje 37 znaků pro konsonanty a 16 pro vokály užitelných pro avestštinu. Existují dva hlavní způsoby transkripce, starší dle Bartholomaea a novější dle Karla Hoffmanna.
Následující tabulka obsahuje znaky tak, jak je seřadil a přepsal Hoffmann (1996):
| písmeno | transkripce | název v Unicode     | IPA              |
| ------- | ----------- | ------------------- | ---------------- |
| 𐬀       | a           | AVESTAN LETTER A    | /a/              |
| 𐬁       | ā           | AVESTAN LETTER AA   | /aː/             |
| 𐬂       | å           | AVESTAN LETTER AO   | /ɒ/              |
| 𐬃       | ā̊           | AVESTAN LETTER AAO  | /ɒː/             |
| 𐬄       | ą           | AVESTAN LETTER AN   | /ã/              |
| 𐬅       | ą̇           | AVESTAN LETTER AAN  | /ã/              |
| 𐬆       | ə           | AVESTAN LETTER AE   | /ə/              |
| 𐬇       | ə̄           | AVESTAN LETTER AEE  | /əː/             |
| 𐬈       | e           | AVESTAN LETTER E    | /e/              |
| 𐬉       | ē           | AVESTAN LETTER EE   | /eː/             |
| 𐬊       | o           | AVESTAN LETTER O    | /ɔ/              |
| 𐬋       | ō           | AVESTAN LETTER OO   | /oː/             |
| 𐬌       | i           | AVESTAN LETTER I    | /ɪ/              |
| 𐬍       | ī           | AVESTAN LETTER II   | /iː/             |
| 𐬎       | u           | AVESTAN LETTER U    | /ʊ/              |
| 𐬏       | ū           | AVESTAN LETTER UU   | /uː/             |
| 𐬐       | k           | AVESTAN LETTER KE   | /k/              |
| 𐬑       | x           | AVESTAN LETTER XE   | /x/              |
| 𐬒       | x́           | AVESTAN LETTER XYE  | /xʲ/,/ç/         |
| 𐬓       | xʷ (xᵛ)     | AVESTAN LETTER XVE  | /xʷ/             |
| 𐬔       | g           | AVESTAN LETTER GE   | /ɡ/              |
| 𐬕       | ġ           | AVESTAN LETTER GGE  | /ɡʲ/,/ɟ/         |
| 𐬖       | γ           | AVESTAN LETTER GHE  | /j/              |
| 𐬗       | c           | AVESTAN LETTER CE   | /t͡ʃ/             |
| 𐬘       | j           | AVESTAN LETTER JE   | /d͡ʒ/             |
| 𐬙       | t           | AVESTAN LETTER TE   | /t/              |
| 𐬚       | ϑ           | AVESTAN LETTER THE  | /θ/              |
| 𐬛       | d           | AVESTAN LETTER DE   | /d/              |
| 𐬜       | δ           | AVESTAN LETTER DHE  | /ð/              |
| 𐬝       | t̰           | AVESTAN LETTER TTE  | /t̚/[zdroj?]      |
| 𐬞       | p           | AVESTAN LETTER PE   | /p/              |
| 𐬟       | f           | AVESTAN LETTER FE   | /f/              |
| 𐬠       | b           | AVESTAN LETTER BE   | /b/              |
| 𐬡       | β           | AVESTAN LETTER BHE  | /β/              |
| 𐬢       | ŋ           | AVESTAN LETTER NGE  | /ŋ/              |
| 𐬣       | ŋ́           | AVESTAN LETTER NGYE | /ŋʲ/             |
| 𐬤       | ŋʷ (ŋᵛ)     | AVESTAN LETTER NGVE | /ŋʷ/             |
| 𐬥       | n           | AVESTAN LETTER NE   | /n/              |
| 𐬦       | ń           | AVESTAN LETTER NYE  | /ɲ/              |
| 𐬧       | ṇ           | AVESTAN LETTER NNE  | /ŋ/[zdroj?]      |
| 𐬨       | m           | AVESTAN LETTER ME   | /m/              |
| 𐬩       | m̨           | AVESTAN LETTER HME  | /m̥/,/mʰ/[zdroj?] |
| 𐬪       | ẏ           | AVESTAN LETTER YYE  | /j/              |
| 𐬫       | y           | AVESTAN LETTER YE   | /j/              |
| 𐬬       | v (w)       | AVESTAN LETTER VE   | /v/[zdroj?]      |
| 𐬭       | r           | AVESTAN LETTER RE   | /r/              |
| 𐬮       | l           | AVESTAN LETTER LE   | /l/              |
| 𐬯       | s           | AVESTAN LETTER SE   | /s/              |
| 𐬰       | z           | AVESTAN LETTER ZE   | /z/              |
| 𐬱       | š           | AVESTAN LETTER SHE  | /ʃ/              |
| 𐬲       | ž           | AVESTAN LETTER ZHE  | /ʒ/              |
| 𐬳       | š́           | AVESTAN LETTER SHYE | /ɕ/              |
| 𐬴       | ṣ̌           | AVESTAN LETTER SSHE | /ʂ/[zdroj?]      |
| 𐬵       | h           | AVESTAN LETTER HE   | /h/              |

Pozn.: IPA hodnoty v tabulce reflektují různé fáze výslovnosti a jsou pouze orientační. Názvy Unicode jsou jednoúčelové orientační pomůcky ve standardu, nikoli nativní označení.
V předchozí tabulce nejsou všechny užívané zápisy pro glajdy, ty se dle Bartholomaea přepisují uniformně transkribují "y", "w" – oproti "ii" a "uu" v neiniciálních pozicích v transliteraci.

Ne všechny znaky jsou potřebné pro avestánštiny. Středoperské poznámky si časem vynutily přidání grafému pro /l/, který nebyl třeba pro samotnou avestu.[zdroj?]
Původní řazení abecedních znaků není známo, v obecné míře lze předpokládat zděděné pořadí doložené u příbuzných písem.
| znak | interpretace          | poznámka            |
| ---- | --------------------- | ------------------- |
| ⸱    | <␣>                   | oddělovač slov      |
| 𐬹    | zkratka/dtto/atd      | někde <␣>           |
| 𐬺    | <:>                   |                     |
| 𐬻    | <;>                   |                     |
| 𐬼    | <.>                   | konec věty          |
| 𐬽    | <.>                   | alternativa k 𐬼     |
| 𐬾    | (konec většího celku) | může být zdvojeno 𐬾 |
| 𐬿    | alternativa k 𐬾       |                     |

Pozn.: kód U+10B37 (oddělovač slov) nebyl ve finálním návrhu implementován. Užití všech znaků, kromě separátoru slov je fakultativní, interpretace všech znaků, kromě prvního, je spíše orientační; odpovídá standardu dle Geldnera.
Číslice pro tento skript nejsou jednotné, obvyklé jsou užity v případě potřeby znaky z Pahlaví, či z nativních sad přepisovatelů textů, především varianty indických. [zdroj?]

## Texty
Dokladů tohoto písma je mnoho. Pro texty v tomto písmu je specifické, že nebývají jednojazyčné, ale jako liturgické bývají opatřeny komentáři v rodných jazycích mluvčích. V textu se může bez explicitního značení objevit i příbuzné písmo. Pro některé znaky existuje více standardních variant. [zdroj?]

## Unicode
Avestská abeceda byla přijata do standardu Unicode v říjnu 2009 při vydání verze standardu 5.2. Písmo není součástí BMP (rozsah adres je U+10B00—10B35 a U+10B38—10B3F), ve starších systémech je tedy potřeba zapnout podporu adresace SMP. Ligatury nemají vlastní kódy, mohou být ale umístěny v PUA (uživatelský prostor) u konkrétního fontu; moderní vykreslovací systém může provést převod podobně, jako u fontů s diakritikou obsahujících předkomponované formy, užití PUA tedy nemusí být nezbytné.
| Unicode block Avestan[1] Unicode.org chart (PDF) |   |   |   |   |   |   |   |   |   |   |   |   |   |   |   |   |
|                                                  | 0 | 1 | 2 | 3 | 4 | 5 | 6 | 7 | 8 | 9 | A | B | C | D | E | F |
| U+10B0x                                          | 𐬀 | 𐬁 | 𐬂 | 𐬃 | 𐬄 | 𐬅 | 𐬆 | 𐬇 | 𐬈 | 𐬉 | 𐬊 | 𐬋 | 𐬌 | 𐬍 | 𐬎 | 𐬏 |
| U+10B1x                                          | 𐬐 | 𐬑 | 𐬒 | 𐬓 | 𐬔 | 𐬕 | 𐬖 | 𐬗 | 𐬘 | 𐬙 | 𐬚 | 𐬛 | 𐬜 | 𐬝 | 𐬞 | 𐬟 |
| U+10B2x                                          | 𐬠 | 𐬡 | 𐬢 | 𐬣 | 𐬤 | 𐬥 | 𐬦 | 𐬧 | 𐬨 | 𐬩 | 𐬪 | 𐬫 | 𐬬 | 𐬭 | 𐬮 | 𐬯 |
| U+10B3x                                          | 𐬰 | 𐬱 | 𐬲 | 𐬳 | 𐬴 | 𐬵 |   |   |   | 𐬹 | 𐬺 | 𐬻 | 𐬼 | 𐬽 | 𐬾 | 𐬿 |
| Poznámky 1.U10B00 dle verze 6.3                  |   |   |   |   |   |   |   |   |   |   |   |   |   |   |   |   |

## Galerie
|  |  |
|  |  |